# Bagasettihalli, Hosadurga
Bagasettihalli là một làng thuộc tehsil Hosadurga, huyện Chitradurga, bang Karnataka, Ấn Độ.